# La Unión, Ocosingo
La Unión är en ort i Mexiko.   Den ligger i kommunen Ocosingo och delstaten Chiapas, i den sydöstra delen av landet, 800 km öster om huvudstaden Mexico City. La Unión ligger 568 meter över havet och antalet invånare är 363.
Terrängen runt La Unión är bergig åt nordväst, men åt sydost är den kuperad. La Unión ligger nere i en dal. Runt La Unión är det glesbefolkat, med 16 invånare per kvadratkilometer. Närmaste större samhälle är Las Tazas, 5,9 km söder om La Unión. I omgivningarna runt La Unión växer i huvudsak städsegrön lövskog.